# Caspase 3
La caspase 3 est une protéase à cystéine de la famille des caspases (de l'anglais cysteine-dependent aspartate-directed proteases, qui interagit avec la caspase 8 et la caspase 9. Elle est codée chez l'homme par le gène CASP3, situé sur les chromosome 4. Des orthologues du gène CASP3 ont été identifiés chez un grand nombre de mammifères pour lesquels des données génomiques complètes sont disponibles. Des orthologues spécifiques ont également été relevés chez les oiseaux, les sauriens, les lissamphibiens et les téléostéens.
La caspase 3 est semblable à la caspase 7 dans la mesure où elle clive les chaînes polypeptidiques au niveau des séquences Asp–Xaa–Xaa–Asp-|- : ce dernier résidu d'aspartate est indispensable à l'enzyme, tandis que le premier résidu d'aspartate, côté N-terminal de la séquence, peut, dans certains cas, faire défaut ; le deuxième résidu est généralement hydrophile et le troisième est plutôt hydrophobe, bien que les séquences Asp–Ala–Xaa–Asp-|- et Asp–Val–Xaa–Asp-|- soient également clivées. La spécificité des caspases pour leurs substrats a été largement mise à profit dans la conception d'inhibiteurs de caspases et de médicaments.
La caspase 3 possède de nombreux traits communs à toutes les caspases actuellement connues. Son site actif possède ainsi des résidus cystéine 163 et histidine 121 qui assurent la spécificité du clivage de la liaison peptidique du côté carboxyle du résidu d'aspartate du motif caractéristique à quatre acides aminés Asp–Xaa–Xaa–Asp-|-,. Cette spécificité permet aux caspases d'être particulièrement sélectives, étant 20 000 fois plus actives en présence d'aspartate qu'en présence de glutamate. Les caspases sont présentes dans les cellules sous forme de proenzymes, appelées procaspases, qui contiennent une grande sous-unité N-terminale de 20 kDa suivie d'une petite sous-unité de 10 kDa.
L'activation séquentielle des caspases joue un rôle central dans le déclenchement de l'apoptose cellulaire. Les procaspases sont inactives jusqu'à ce qu'elles subissent un processus protéolytique au niveau de résidus d'aspartate conservés libérant les deux sous-unités, la grande et la petite, qui dimérisent en formant l'enzyme active. Cette protéine clive et active la caspase 6 et la caspase 7, tandis qu'elle-même est modifiée et activée par la caspase 8, la caspase 9 et la caspase 10.

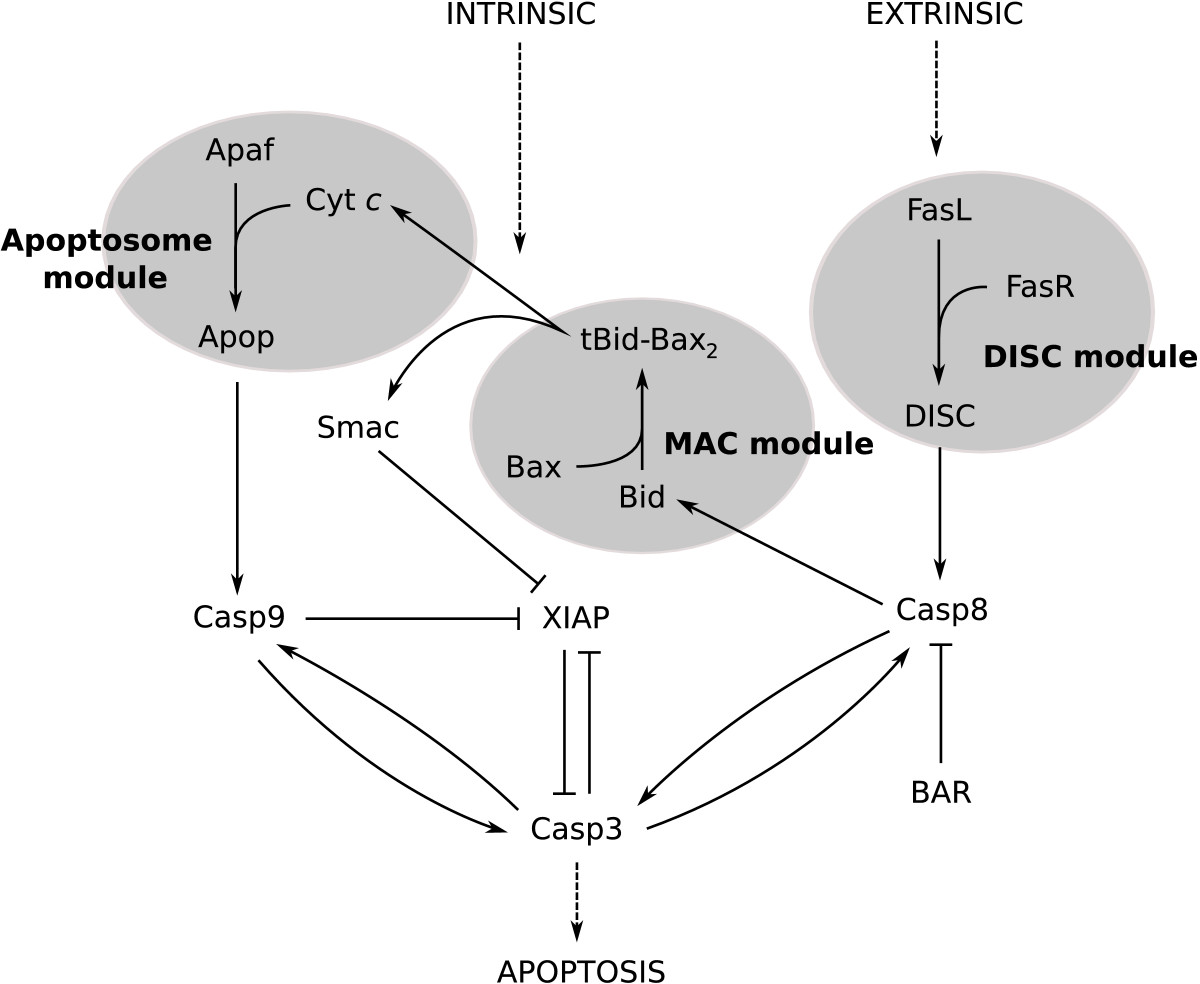
Voies d'activation intrinsèques et extrinsèques de la caspase 3. Les bulles ombrées représentent les trois modules d'apoptose : le DISC, le MAC et l'apoptosome.